# Resolutie 660 Veiligheidsraad Verenigde Naties
Resolutie 660 van de Veiligheidsraad van de Verenigde Naties was de eerste VN-Veiligheidsraadsresolutie inzake de Iraakse invasie van Koeweit, en werd nog op de dag van de invasie zelf aangenomen. Dat gebeurde met veertien stemmen voor, geen tegen en één onthouding, van Jemen.

## Achtergrond
Op 2 augustus 1990, dezelfde dag dat deze resolutie werd aangenomen, viel Irak zijn buurland Koeweit binnen en bezette dat land.

## Inhoud
De Veiligheidsraad:
- is gealarmeerd door de invasie van Koeweit door het Iraakse leger;
- stelt vast dat de internationale vrede en veiligheid (de taak van de Veiligheidsraad) hierdoor in gevaar zijn;
- handelt volgens de artikelen °39 en °40 in het Handvest van de Verenigde Naties;

1. veroordeelt de Iraakse invasie van Koeweit;
2. eist een onmiddellijke en onvoorwaardelijke terugtrekking van Irak en alle Iraakse troepen tot hun posities van 1 augustus;
3. vraagt Irak en Koeweit om onmiddellijk onderhandelingen te beginnen om hun geschillen op te lossen;
4. steunt alle inspanningen tot onderhandelingen, in het bijzonder die van de Arabische Liga;
5. besluit om, indien nodig, opnieuw samen te komen om verdere stappen te ondernemen die ertoe leiden dat deze resolutie wordt nageleefd.

## Verwante resoluties
- Resolutie 661 Veiligheidsraad Verenigde Naties
- Resolutie 662 Veiligheidsraad Verenigde Naties

Lijst ·  647 ·  648 ·  649 ·  650 ·  651 ·  652 ·  653 ·  654 ·  655 ·  656 ·  657 ·  658 ·  659 ·  660 ·  661 ·  662 ·  663 ·  664 ·  665 ·  666 ·  667 ·  668 ·  669 ·  670 ·  671 ·  672 ·  673 ·  674 ·  675 ·  676 ·  677 ·  678 ·  679 ·  680 ·  681 ·  682 ·  683